# Sigmund Keil
Sigmund Keil (25. června 1887 Švedlár – 26. června 1946 Bratislava) byl slovenský a československý politik německé národnosti ze Slovenska a meziválečný senátor Národního shromáždění za Karpatoněmeckou stranu, v době slovenského štátu poslanec Sněmu Slovenskej krajiny.

## Biografie
V parlamentních volbách v roce 1935 získal senátorské křeslo v Národním shromáždění za Karpatoněmeckou stranu, která kandidovala v alianci se Sudetoněmeckou stranou. V senátu setrval až do jeho zrušení roku 1939, přičemž na rozdíl od většiny německojazyčných členů parlamentu neztratil mandát v důsledku změn hranic ČSR po Mnichovské dohodě a zůstal politikem zbytkového Československa. V listopadu 1938 přešel do klubu německých národně socialistických senátorů v Československé republice.
Profesí byl strojním inženýrem a ředitelem továrny ve Švedláru. Za druhé republiky byl jedním z oblastních vůdců strany, která nyní byla známa jako Německá strana a byla již definována jako odnož NSDAP.
29. března 1940 se jako náhradník stal poslancem Sněmu Slovenskej krajiny místo zesnulého Gejzu Reháka.
Po roce 1945 byl vydán československým úřadům a popraven.